# 北京電影学院

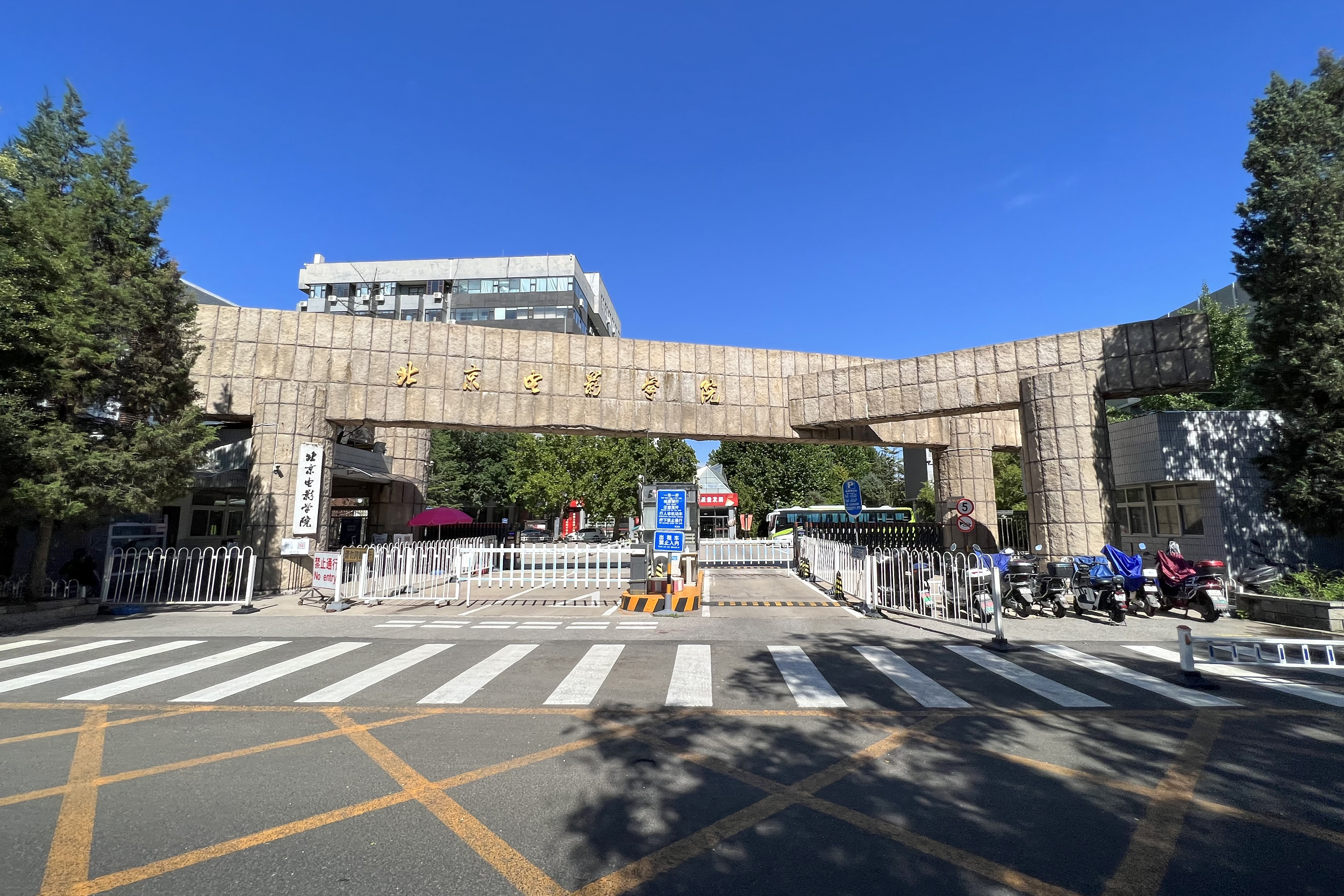
北京電影学院

北京電影学院（ペキンでんえいがくいん、ピンイン: Běijīng Diànying Xuéyuàn）は、中国で唯一、映画関係の人材を専門に養成する大学。前身は1950年に設立された中央電影局表演芸術研究所（中央映画局演技芸術研究所）。1956年に組織改編が行われ、現在の名称に改称された。
専攻は、文学科、監督科、撮影科、美術科、録音科、管理科、デジタル映画テレビ技術科、演技学院、アニメ学院などがある。卒業生は、映画界だけでなく、テレビ界で活躍する人材も多い。

## 著名な卒業生

### 表演系（演技科）
- 張豊毅（チャン・フォンイー）
- 王志文（ワン・チーウェン）
- 唐国強（タン・グオチャン）
- 蔣雯麗（ジアン・ウェンリー）
- 柳雲龍（リウ・ユンロン）
- 黄磊（ホアン・レイ）
- 徐静蕾（シュー・ジンレイ）
- 蔣勤勤（ジアン・チンチン）
- 趙薇（ヴィッキー・チャオ）
- 陳坤（チェン・クン）
- 黄暁明（ホアン・シャオミン）
- 前田知恵
- 黄聖依（ホアン・シェンイー）
- 劉亦菲（リュウ・イーフェイ）

### 導演系（監督科）
- 呉天明（ウー・ティエンミン）
- 陳凱歌（チェン・カイコー）
- 田壮壮（テェン・チュアンチュアン）
- 王小帥（ワンシャオシュアイ）
- 李少紅（リー・シャオホン）
- 陸川（ルー・チュアン）
- 尹力（イン・リー）

### 撮影系（撮影科）
- 張芸謀（チャン・イーモウ）
- 顧長衛（クー・チャンウェイ）
- 呂楽（リュイ・ユエ）
- 侯咏（ホウ・ヨン）
- 張元（チャン・ユアン）
- 寧浩（ニン・ハオ）

### 文学系（文学科）
- 賈樟柯（ジャ・ジャンクー）

### 美術系（美術科）
- 霍建起（フォー・ジェンチー）